# Take Me to Your Leader
Take Me to Your Leader é o sétimo álbum de estúdio da banda Newsboys, lançado a 20 de Fevereiro de 1996.
Foi o último disco com o vocalista John James. O álbum ganhou um Dove Awards na categoria "Recorded Music Packaging of the Year" em 1997.
O veículo da fotografia é um X-PAK 400, criado por George Barris no início da década de 1960 durante a Battle of Air Cars. 
Este carro aparece em um palco em "Hangover" (temporada 1, episódio 12 da Alfred Hitchcock Hour). Também neste episódio, o ator Tony Randall, como Hadley Purvis, diz a frase "Leve-me ao seu líder".

## Faixas
1. "God Is Not a Secret" – 3:09
2. "Take Me to Your Leader" – 2:58
3. "Breathe" – 3:15
4. "Reality" – 3:08
5. "Breakfast" – 3:40
6. "Let It Go" – 3:38
7. "Cup O' Tea" – 2:40
8. "It's All Who You Know" – 3:11
9. "Miracle Child" – 3:10
10. "Lost the Plot" – 4:56
11. "Breathe (Benediction)" – 3:15

## Tabelas
Álbum
| Tabela (1996)              | Posição |
| -------------------------- | ------- |
| Billboard 200              | 35      |
| Top Contemporary Christian | 1       |

## Créditos
- John James - Vocal, vocal de apoio
- Peter Furler - Bateria, vocal, vocal de apoio
- Jody Davis - Guitarra
- Duncan Phillips - Percussão
- Jeff Frankenstein - Teclados
- Phil Joel - Baixo, vocal, vocal de apoio